# Biziura delautouri
El pato almizclero de Nueva Zelanda (Biziura delautouri), también conocido como pato de Lautour, es un pato de cola rígida extinto originario de Nueva Zelanda. Sólo se conoce por huesos subfósiles. Era un 10 por ciento más grande que su pariente vivo más cercano, el pato almizclero australiano (Biziura lobata), con el que a veces se ha combinado.

## Historia
El primer descubrimiento de restos fósiles de pato, un único tarsometatarso asociado con un gran número de huesos de moa, se realizó en Enfield, cerca de Oamaru, en la Isla Sur de Nueva Zelanda. Fue descrito por primera vez como Biziura delautouri, en marzo de 1892 por el Dr. Henry Forbes, director del Museo de Canterbury en Christchurch en ese momento, quien lo nombró en honor al Dr. H. de Lautour de Oamaru, quien ayudó a adquirir el espécimen. Otro artículo de Forbes utilizó más tarde la ortografía Biziura lautouri;  pero el nombre anterior tiene prioridad.
Posteriormente, se obtuvo material adicional de la playa de Marfells, adyacente al lago Grassmere en el extremo noreste de la Isla Sur, y fue descrito en 1969 por Ron Scarlett, quien consideró que el ave se podía atribuir a B. lobata.  Posteriormente se han realizado hallazgos de fósiles de pato almizclero en el lago Poukawa y la playa Waikuku en la Isla Norte. 

## Descripción
El pato era evidentemente muy similar al pato almizclero australiano, aunque las complicaciones en la interpretación de las medidas de los huesos surgen del fuerte dimorfismo sexual de las aves australianas y aparentemente de Nueva Zelanda, siendo los machos considerablemente más grandes que las hembras. Sin embargo, un análisis del material de Biziura disponible en Nueva Zelanda realizado por Trevor Worthy indicó que el ave era claramente más grande que su pariente australiano. Teniendo en cuenta el mayor tamaño, las mediciones indican que el ave de Nueva Zelanda también tenía patas relativamente más grandes y alas más cortas que el australiano, lo que sugiere que se estaba volviendo más sedentario, aunque todavía era plenamente capaz de volar. La combinación de diferencias en tamaño, formas y proporciones relativas de los huesos confirman que el pato almizclero de Nueva Zelanda era una especie distinta.

## Ecología
Los dos principales sitios fósiles en los que se ha encontrado el ave, el lago Poukawa y la playa de Marfells, adyacente al lago Grassmere, son humedales importantes, lo que sugiere que los patos almizcleros de Nueva Zelanda tenían necesidades ecológicas similares a las de los patos almizcleros australianos, que son casi exclusivamente acuáticos y viven en pantanos, lagos y estuarios grandes y permanentes con aguas profundas para buscar alimento.  Kerry-Jayne Wilson especuló que: 
 "El pato de De Lautour probablemente se alimentaba de cangrejos de río, insectos grandes, moluscos y peces, presas más grandes que las de los otros patos". 
Se extinguió aproximadamente en el siglo XVI debido a la caza humana.